# Episodi di Segni particolari: genio (prima stagione)
La prima stagione della serie televisiva Segni particolari: genio è stata trasmessa in anteprima negli Stati Uniti d'America dalla ABC tra il 17 settembre 1986 e il 6 maggio 1987.
| nº | Titolo originale                                  | Titolo italiano | Prima TV USA      | Prima TV Italia |
| -- | ------------------------------------------------- | --------------- | ----------------- | --------------- |
| 1  | Pilot                                             |                 | 17 settembre 1986 |                 |
| 2  | Back to the Future                                |                 | 24 settembre 1986 |                 |
| 3  | Charliegate                                       |                 | 1º ottobre 1986   |                 |
| 4  | Love at First Byte                                |                 | 22 ottobre 1986   |                 |
| 5  | The Outsider                                      |                 | 29 ottobre 1986   |                 |
| 6  | Teacher's Teacher                                 |                 | 5 novembre 1986   |                 |
| 7  | Volleyball, Anyone?                               |                 | 12 novembre 1986  |                 |
| 8  | Critical Choices                                  |                 | 19 novembre 1986  |                 |
| 9  | Cold Turkey                                       |                 | 26 novembre 1986  |                 |
| 10 | You've Got a Friend                               |                 | 3 dicembre 1986   |                 |
| 11 | As Time Goes By                                   |                 | 10 dicembre 1986  |                 |
| 12 | The Way We Weren't                                |                 | 17 dicembre 1986  |                 |
| 13 | Rebel Without a Class                             |                 | 7 gennaio 1987    |                 |
| 14 | Ode to Simone                                     |                 | 14 gennaio 1987   |                 |
| 15 | Past Imperfect                                    |                 | 21 gennaio 1987   |                 |
| 16 | A Problem Like Maria                              |                 | 28 gennaio 1987   |                 |
| 17 | The Russians Are Coming, the Russians Are Coming! |                 | 4 febbraio 1987   |                 |
| 18 | Valentine's Day                                   |                 | 11 febbraio 1987  |                 |
| 19 | Video Activity                                    |                 | 18 febbraio 1987  |                 |
| 20 | Privilege                                         |                 | 25 febbraio 1987  |                 |
| 21 | Crimes of the Heart                               |                 | 1º aprile 1987    |                 |
| 22 | The Secret Life of Arvid Engen                    |                 | 6 maggio 1987     |                 |